# Closterus
Closterus is een kevergeslacht uit de familie van de boktorren (Cerambycidae). De wetenschappelijke naam van het geslacht werd voor het eerst geldig gepubliceerd in 1832 door Audinet-Serville.

## Soorten
Closterus omvat de volgende soorten:
- Closterus ankaranensis Quentin & Villiers, 1974
- Closterus australis Quentin & Villiers, 1974
- Closterus boppei Lameere, 1920
- Closterus breviramis Lameere, 1920
- Closterus castaneus Quentin & Villiers, 1974
- Closterus concisiramis Gilmour, 1961
- Closterus damoiseaui Quentin & Villiers, 1974
- Closterus denticollis Fairmaire, 1896
- Closterus depressicornis Boppe, 1912
- Closterus elongatus Boppe, 1912
- Closterus extensiramis Gilmour, 1962
- Closterus flabellicornis Audinet-Serville, 1832
- Closterus fossides Quentin & Villiers, 1974
- Closterus gibbicollis Quentin & Villiers, 1974
- Closterus giganteus Quentin & Villiers, 1974
- Closterus grandidieri Lameere, 1912
- Closterus insularis Quentin & Villiers, 1974
- Closterus isakensis Quentin & Villiers, 1974
- Closterus jordani Boppe, 1912
- Closterus laevis Quentin & Villiers, 1974
- Closterus lameerei Quentin & Villiers, 1974
- Closterus laticornis Gilmour, 1962
- Closterus latior Quentin & Villiers, 1974
- Closterus leyi Boppe, 1912
- Closterus longior Lameere, 1912
- Closterus longiramis Gahan, 1890
- Closterus mixtus Lameere, 1912
- Closterus oculatus Gahan, 1890
- Closterus orientalis Quentin & Villiers, 1974
- Closterus perplexus Quentin & Villiers, 1974
- Closterus plagiatus Quentin & Villiers, 1974
- Closterus popei Quentin & Villiers, 1974
- Closterus promissiramis Gilmour, 1962
- Closterus ratovosoni Quentin & Villiers, 1974
- Closterus rothschildi Lameere, 1912
- Closterus rugosus Quentin & Villiers, 1974
- Closterus serraticornis Gahan, 1890
- Closterus sikorai Lameere, 1912
- Closterus simplicicornis Boppe, 1912
- Closterus skidmorei Quentin & Villiers, 1974
- Closterus sogai Quentin & Villiers, 1974
- Closterus striolatus Quentin & Villiers, 1974
- Closterus viettei Quentin & Villiers, 1974
- Closterus wittmeri Quentin & Villiers, 1974